# Bijeli bun
Bijeli bun (Lat. Scopolia), maleni biljni rod iz porodice krumpirovki (pomoćnica; Solanaceae). Pripadaju mu tri vrste trajnica iz Europe, Rusije, Kavkaza i Japana. Rod je ime dobio u čast talijanskog liječnika i prirodoslovca Giovannija Antonija Scopole.
Kranjski bijeli bun je otrovan, ali je i ljekovita biljka. Alkaloid skopolamin koji se nalazi u njemu koristio se nekada kao serum istine. Osim njega biljka sadržava i hiosciamin. Svi dijelovi biljke su otrovni i njegova upotreba može izazvati suhoću usta i ždrijela, ubrzan puls, širenje zjenica, gubitak svijesti, gušenje i smrt.
U Hrvatskoj raste na Velebitu i u Gorskom kotaru.

## Vrste
1. Scopolia carniolica Jacq.
2. Scopolia caucasica Kolesn. ex Kreyer
3. Scopolia japonica Maxim.